# Oroshigane
Les oroshigane (おろし金, 下ろし金) ou oroshiki (下ろし器) sont des râpes, ustensiles de la cuisine japonaise. Ces râpes diffèrent des râpes occidentales car les aliments sont râpés plus finement. Traditionnellement en cuivre, elles présentent de petites pointes mais pas de trous pour laisser passer les aliments râpés.
Il existe principalement deux versions de ces râpes : en peau de requin ou en métal. Celles en peau de requin sont utilisées pour préparer le wasabi ou encore le yamaimo, car elles permettent de râper ces légumes racines très finement : leur action rappelle celle du papier de verre. De nos jours, il existe des oroshigane en céramique ou en métal, qui peuvent être perforées.
Des râpes moins fines, en métal, sont utilisées pour râper divers aliments comme le daikon par exemple.

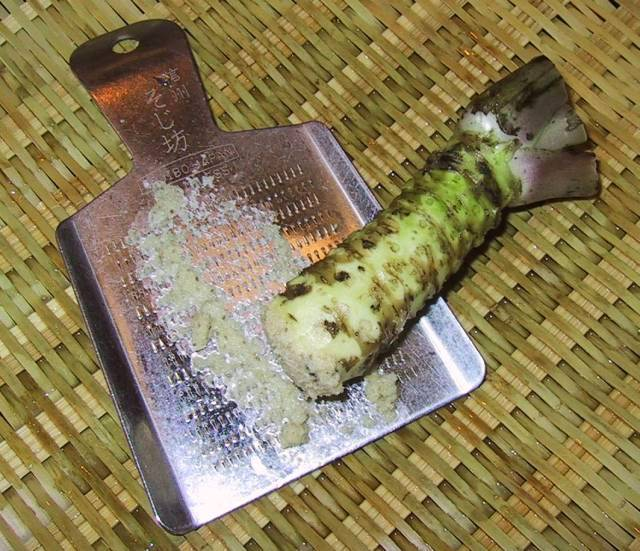
Wasabi sur un oroshigane.